# Stevia rebaudiana
La estevia (Stevia rebaudiana bertoni) es una especie del género Stevia de la familia de las Asteráceas nativa de la región tropical de Sudamérica; se encuentra aún en estado silvestre en el Paraguay, especialmente en el Departamento de Amambay, pero desde hace varias décadas se cultiva por sus propiedades edulcorantes y su ínfimo contenido calórico.

## Descripción
Los arbustos de esta especie son perennes y alcanzan los 0,9 m de altura. Sus hojas, lanceoladas o elípticas y dentadas, son alternas, simples, de color verde oscuro brillante y superficie rugosa, a veces algo vellosas, de hasta 5 cm de largo por 2 cm de ancho. Sus tallos, pubescentes y rectos, solo se ramifican después del primer ciclo vegetativo, con tendencia a inclinarse.[cita requerida] Las raíces son mayormente superficiales, aunque una sección engrosada se hunde a mayor profundidad; fibrosas, filiformes y perennes, son la única parte de la planta en la que no se presentan los esteviósidos.[cita requerida]

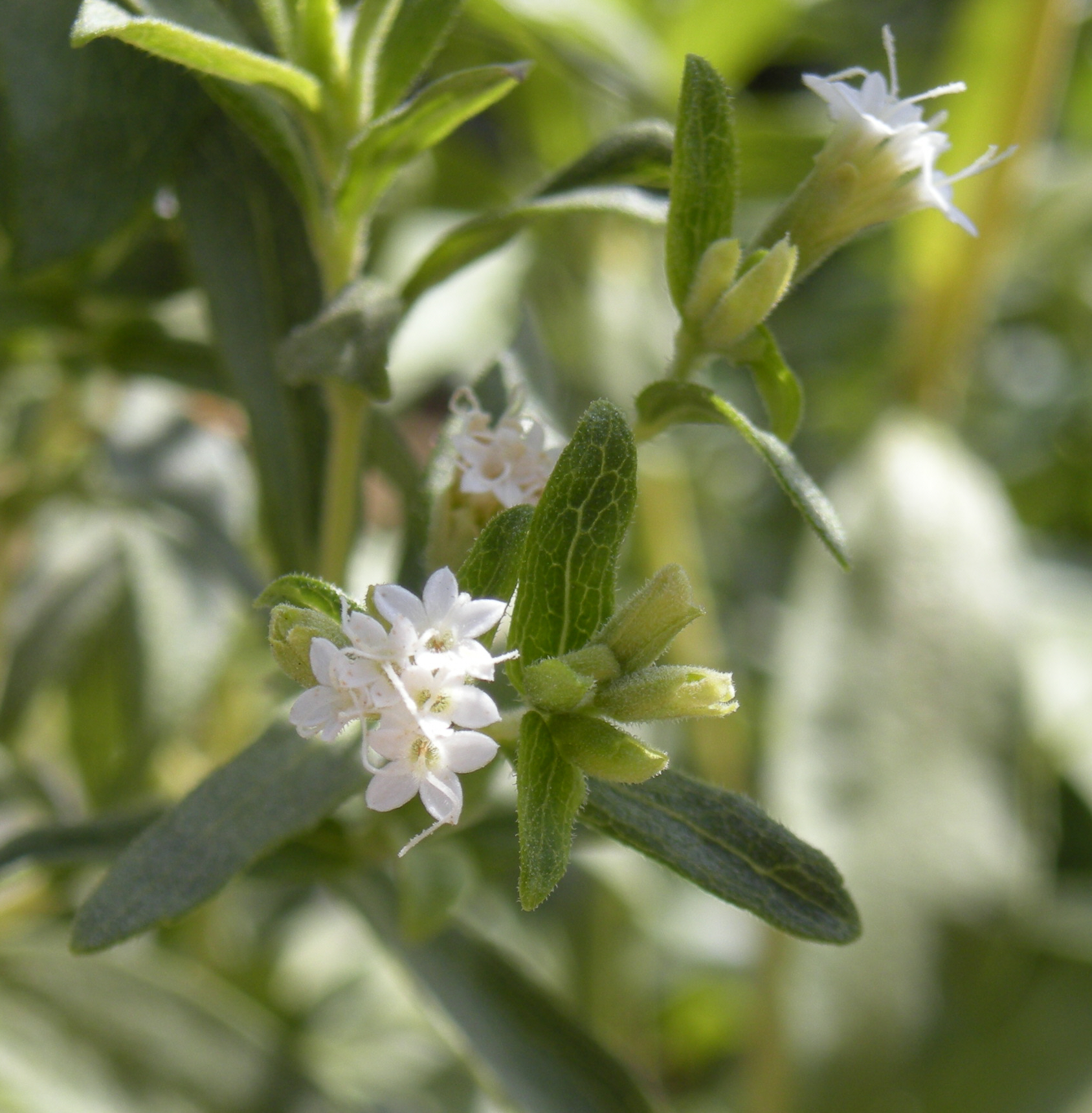
Flores de estevia

Son plantas dioicas que a comienzos de primavera presentan flores pequeñas, tubulares y de color blanco, sin fragancia perceptible, en panículas corimboides formadas por pequeños capítulos axilares; tardan más de un mes en producir todas las flores. En estado silvestre son polinizadas por abejas, normalmente del género Megachile. Los frutos son aquenios dotados de un vilano velloso que facilita su transporte por el viento.[cita requerida]
La diferencia de rendimiento en esteviósidos y rebaudiósidos es muy pronunciada entre los distintos cultivos, alcanzando incluso proporciones de 5:1. Hoy día la de mejor calidad y mayor rentabilidad es la "estevia paraguaya", con hasta cuatro a cinco cosechas anuales.[cita requerida]

## Historia
Durante siglos, los nativos guaraníes usaron el ka'a he'ẽ como edulcorante natural. La estevia debe su nombre al botánico y médico español Pedro Jaime Esteve (1500–1556) que investigó por primera vez la estevia que se utiliza como edulcorante natural, entre otras plantas que llegaron de América a Valencia, procedente de la región guaraní. El naturalista suizo Moisés Santiago Bertoni fue el primero en describir la especie científicamente en el Alto Paraná. Posteriormente, el químico paraguayo Ovidio Rebaudi publicó en 1900 el primer análisis químico que se había hecho de ella. En ese análisis, Rebaudi descubrió un glucósido edulcorante capaz de endulzar 200 veces más que el azúcar refinado, pero sin los efectos tan contraproducentes que éste produce en el organismo humano. La especie fue bautizada oficialmente por Bertoni en su honor como Eupatorium rebaudiana, o Stevia rebaudiana.
Usada desde la época precolombina por los guaraníes de la región, que la denominan ka'a he'ẽ o "hierba dulce", como edulcorante para el mate y otras infusiones, la especie no llamó la atención de los colonizadores; no fue sino después de que los nativos guaraníes la presentaran al científico suizo Moisés Santiago Bertoni, en 1887, que comenzó a ser estimada por la ciencia occidental.
A partir de ese momento, Moisés Bertoni comenzó una profunda investigación científica de la planta. Ya en el año 1900 solicita la colaboración de su amigo de nacionalidad paraguaya, el químico Ovidio Rebaudi. Tras los primeros estudios sobre sus principios y características químicas, el científico consiguió aislar los dos principios activos, conocidos como el "esteviósido" y el "rebaudiósido". Sin embargo, las dificultades para hacer germinar las semillas hicieron que un intento de exportarlas a Gran Bretaña, para cultivarlas comercialmente durante la Segunda Guerra Mundial, resultara infructuoso.[cita requerida]
Fueron la hija y el yerno de Bertoni, Vera y su esposo Juan B. Aranda, quienes comenzaron con éxito la domesticación del cultivo alrededor de 1964; el botánico japonés Tetsuya Sumida la introdujo cuatro años más tarde en Japón, que es hoy uno de los mercados principales del producto. En Paraguay el cultivo a gran escala comenzó en los años 1970, y desde entonces se ha introducido en Argentina, Francia, España, Colombia, Bolivia, Perú, Corea, Chile, Brasil, México, Estados Unidos, Canadá y sobre todo en China, hoy el principal productor.[cita requerida]

## Cultivo

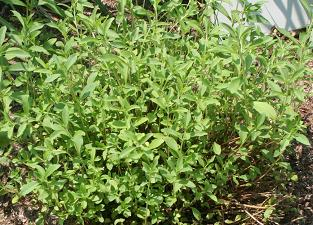
El ka´a He´ẽ, Stevia rebaudiana

En estado silvestre crece en terrenos arenosos, poco fértiles y de buen drenaje; es ligeramente acidófila. Requiere días largos, y mucho sol. Para efectos agrícolas se prefiere emplear esquejes, suelo de textura ligera e irrigar con frecuencia durante el período seco. La cosecha se realiza justo antes de la floración, para mantener la máxima concentración posible de edulcorante en las hojas.[cita requerida]
La planta es originaria de una zona semi-húmeda con una precipitación media anual de 1500 mm/año. Posee muy poca resistencia a la sequía. En zonas donde la precipitación anual es similar a 1500 / 1700 mm por año y con suelos de alta capacidad de retención de humedad.
La planta es resistente a la humedad pero no a la sequía que perjudica la aparición de hojas. Esto significa que la inversión en riego artificial sea altamente rentable.
Por lo tanto, es recomendable producir con riego para mayores beneficios.
Se resalta que en el 2014 el cultivo de la estevia en Paraguay alcanzó una superficie sembrada de 2300 hectáreas que produjeron 3.680 toneladas según estimaciones de la Dirección Nacional de Censos y Estadísticas del Ministerio de Agricultura y Ganadería (citada por Acosta, 2015, p. 3).

## Consumo
Los compuestos edulcorantes de la planta están contenidos en mayor porcentaje en las hojas; en 1931 los químicos de origen francés Marc Bridel y R. Lavieille lograron aislar los glucósidos que provocan su sabor, a los que llamaron "esteviósidos" y "rebaudiósidos". Es entre 250–300 veces más dulces que la sacarosa, los glucósidos de esta especie no afectan la concentración de glucosa en sangre, por lo que resultan inocuos para los diabéticos y útiles en dietas hipocalóricas. Los glucósidos más concentrados son el esteviósido (5–10%), el rebaudiósido A (2–4%), el rebaudiósido C (1–2%) y el dulcósido A (0,5–1,0%).[cita requerida]

Estructura química del esteviol

Tanto las hojas secas como su extracto y los esteviósidos aislados se emplean en Japón actualmente como sustituto del ciclamato y la sacarina, ocupan un 40% del mercado de edulcorantes. En distintas presentaciones se emplea también en otros lugares de Asia, en la zona del Río de la Plata, en Sudamérica y en Israel.[cita requerida]
En Estados Unidos un controvertido fallo de la FDA en 1991 prohibió su consumo, aunque no se adujeron razones para ello y varios de los responsables de la decisión dejaron poco después su cargo en la FDA para trasladarse a la Nutrasweet Company, una fabricante de edulcorantes.[cita requerida] El fallo se revirtió en 1995 y desde entonces se comercializa como suplemento alimentario. En 2007 las empresas Coca Cola y Cargill obtuvieron veinticuatro patentes de la "rebiana" para endulzar bebidas y diversos alimentos.[cita requerida]
En diciembre de 2008, la FDA de EE. UU. autorizó su uso como edulcorante natural en alimentos y bebidas.
En Europa el uso de plantas de esta especie en productos alimentarios estuvo prohibido preventivamente, por encontrarse toxicológicamente inaceptable. No obstante, la Asociación Europea de la Estevia (EUSTAS) lucha por su reconocimiento legal en Europa. El 4 de julio de 2011 el Comité Permanente de la Cadena Alimentaria y de Sanidad Animal de la Comisión Europea emitió su voto favorable para autorizar el uso de la estevia como endulzante, Desde el 2 de diciembre de 2011 los glucósidos de esteviol de alta pureza extraídos de la estevia están autorizados por el Reglamento 1131/2011 de la UE como aditivo alimentario edulcorante con el número E-960. Su ingesta diaria admisible (IDA) es de 4&nbap;mg/kg de masa corporal.
Su consumo en los países en donde está autorizado tiene muchas vertientes:[cita requerida]
- Como edulcorante, en forma de glucósido de esteviol, en presentaciones de polvo, líquido y en pequeños comprimidos, o como aditivo alimentario.
- En la veterinaria se usan las hojas para alimentar animales de granja y de competición a fin de mejorar su desarrollo y cría, así como a las mascotas

En Japón sus extractos concentrados se aplican en la cría de animales de vivero (peces), en cultivos agrícolas (frutas más dulces y grandes), siendo una rama de la horticultura muy prestigiada y con altos precios.[cita requerida]
Los residuos de la planta fermentados son aplicados en terrenos estériles por la sobreexplotación con agroquímicos, o contaminados con dioxinas, siendo estos recuperados en pocos años.[cita requerida]

### Seguridad
Pruebas animales y la extensa experiencia japonesa con la especie sugieren que su uso es seguro.[cita requerida] Basados principalmente en la aparente creencia incorrecta de que ha sido usada tradicionalmente para prevenir el embarazo, algunos investigadores han expresado preocupación de que puede tener efectos antifertilidad afrodisíaca en hombres o mujeres.[cita requerida] Sin embargo, la evidencia de la mayoría de los estudios sugiere que no debe existir preocupación si se toma en dosis normales. Por otro lado, se ha demostrado mediante investigaciones posteriores que los resultados de estas investigaciones no eran correctos.[cita requerida] Sin embargo, su seguridad para niños pequeños, mujeres embarazadas o lactando, o en aquellos con enfermedad hepática o renal severa no ha sido establecida.
En 2006 los datos de investigación recopilados en la evaluación de seguridad publicado por la Organización Mundial de la Salud no encontraron efectos adversos de los glucósidos de esteviol. No hay prueba concluyente de riesgos potenciales de la estevia en la salud humana.

## Taxonomía
Stevia rebaudiana fue descrita por (Bertoni) Bertoni y publicado en Journal of Botany, British and Foreign 66: 141. 1928.
Etimología
Stevia: nombre genérico que fue otorgado en honor del botánico y médico español Pedro Jaime Esteve que descubrió la planta.
rebaudiana: epíteto
Sinonimia
- Eupatorium rebaudianum Bertoni
- Stevia rebaudiana (Bertoni) Hemsl.[20]

## Nombre común
Stevia o Estevia, Kaa Hee, Caaje, hoja dulce de Paraguay, hoja de caramelo, hierba de miel, dulce hierba, planta de los diabéticos.